# Irlandzki numer
Irlandzki numer (ang. Irish Jam) – amerykańsko-brytyjska komedia z 2006 roku w reżyserii Johna Eyresa. Zdjęcia kręcono w Kornwalii i w Los Angeles.

## Obsada
- Roger Ashton-Griffiths – Tom Flannery
- Angus Barnett – Milos O Shea
- James Bradshaw – Malachy McNulty
- Ray Callaghan – Doc Murphy
- Christopher Dunne – Michael O’Malley
- Anna Friel – Maureen
- Tom Georgeson – Ojciec Duffy
- Eddie Griffin – Jimmy McDevitt
- Togo Igawa – Pan Suzuki
- Kevin McNally – Lord Hailstock
- Cathy Murphy – Dora
- Marion O’Dwyer – Donna
- Tallulah Pitt-Brown – Kathleen
- Justin Sharp – Mocking village youth
- Dudley Sutton – Pat Duffy

## Fabuła
Amerykański raper (Eddie Griffin) jest nieudacznikiem. Zarabia pieniądze śpiewając. Jest zadłużony z mieszkaniem, nie płaci rachunków za telefon. Pewnego dnia właściciel mieszkania wyrzuca go na bruk. Znaleziona gazeta na ulicy daje jemu szczęście. Czytając gazetę zobaczył konkurs poetycki; zwycięzca konkursu zostanie właścicielem baru, który znajduje się w irlandzkim miasteczku Ballywood. Wziął udział w tym konkursie i wygrał. No i tam wykręcił numer.